# Pennisetum sieberianum
Pennisetum sieberianum är en gräsart som först beskrevs av Diederich Franz Leonhard von Schlechtendal, och fick sitt nu gällande namn av Otto Stapf och Charles Edward Hubbard. Pennisetum sieberianum ingår i släktet borstgräs, och familjen gräs. Inga underarter finns listade i Catalogue of Life.